# Euphorbia platyclada
Euphorbia platyclada är en törelväxtart som beskrevs av Werner Rauh. Euphorbia platyclada ingår i släktet törlar, och familjen törelväxter. IUCN kategoriserar arten globalt som sårbar.

## Underarter
Arten delas in i följande underarter:
- E. p. hardyi
- E. p. platyclada

## Bildgalleri

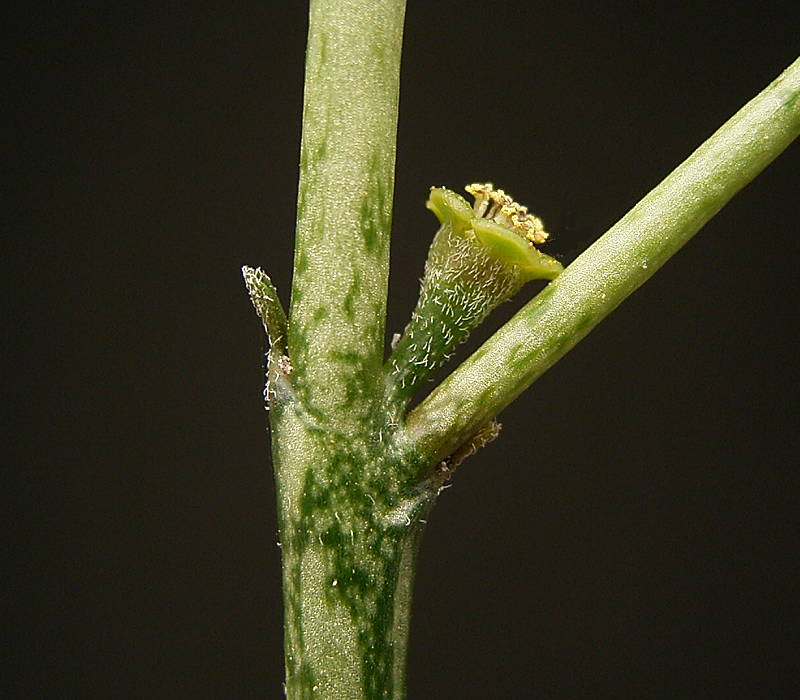
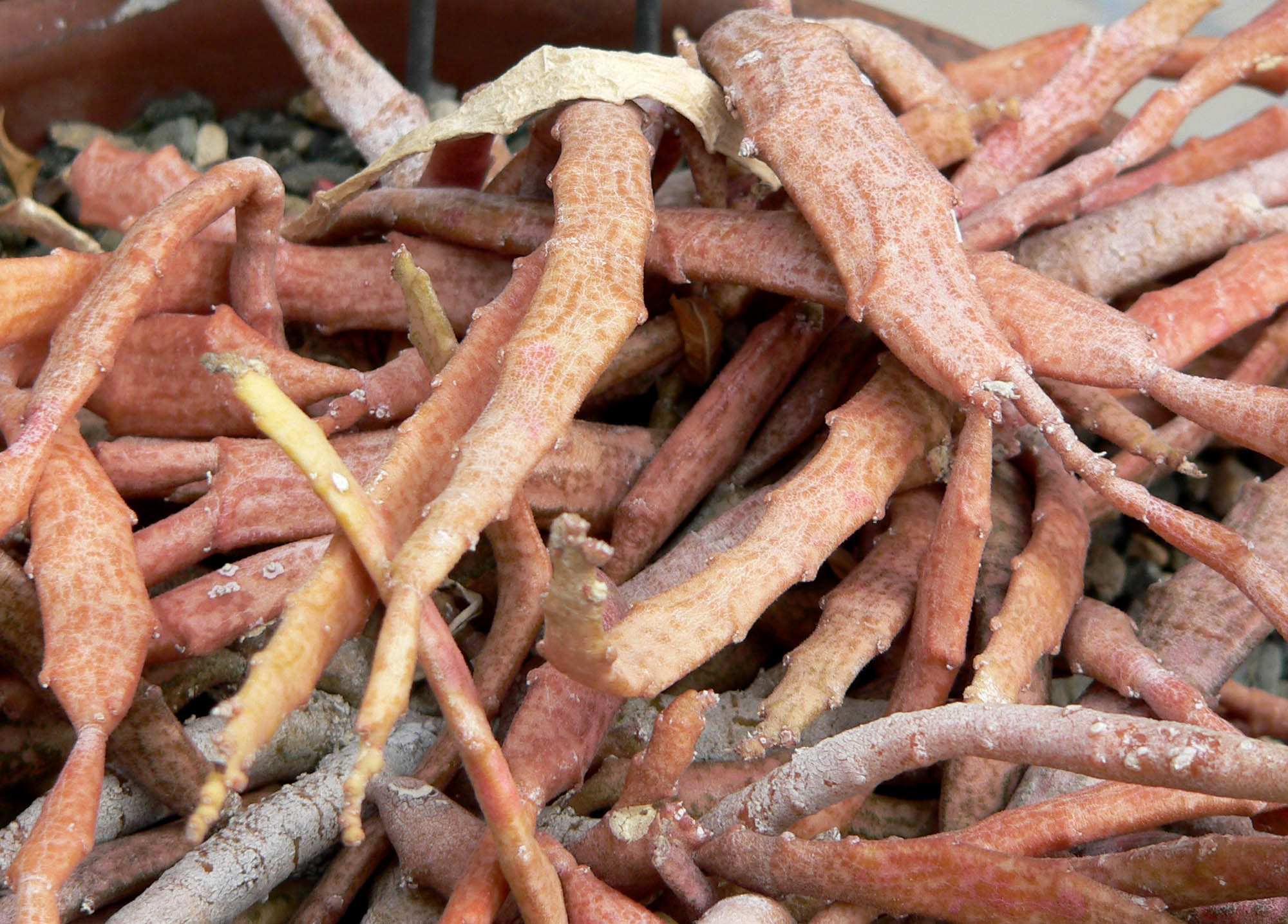
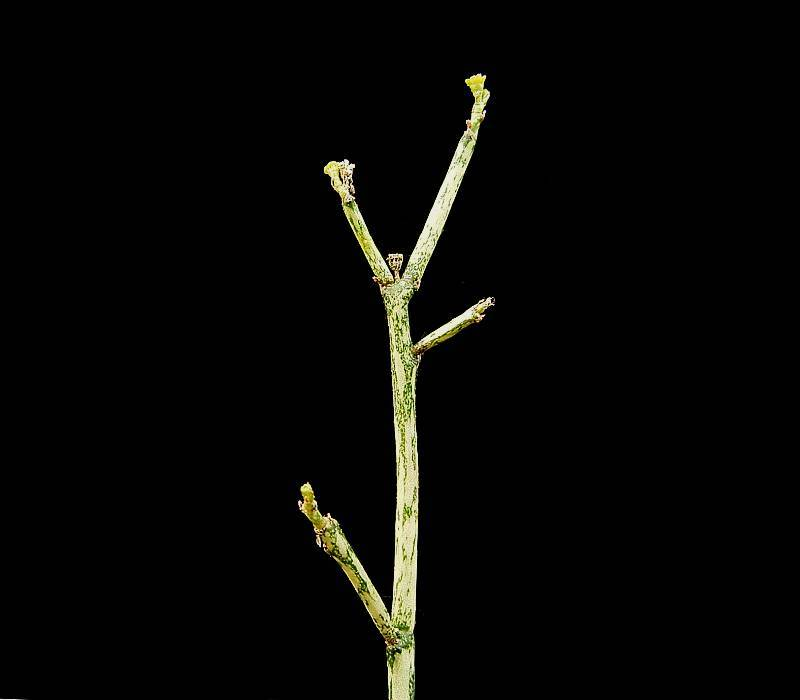
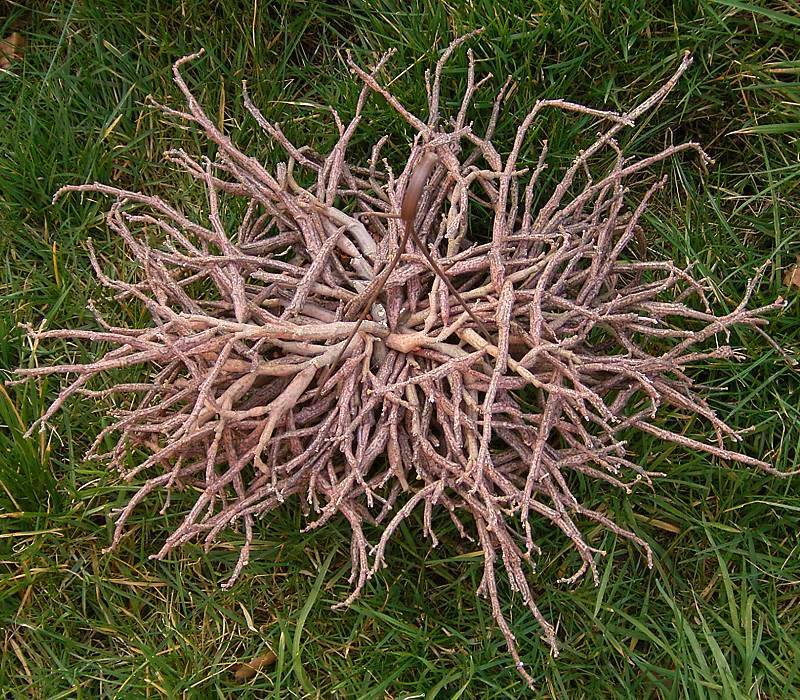
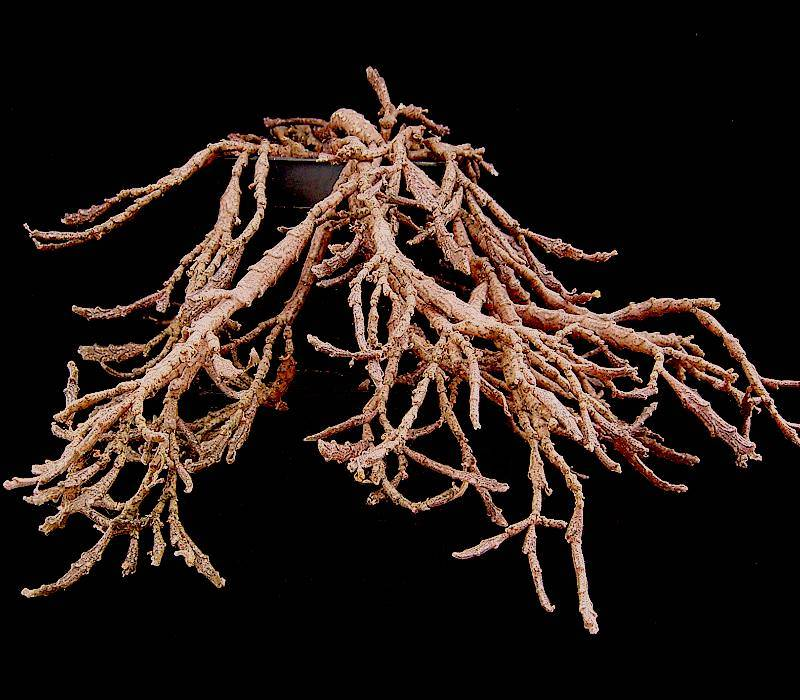
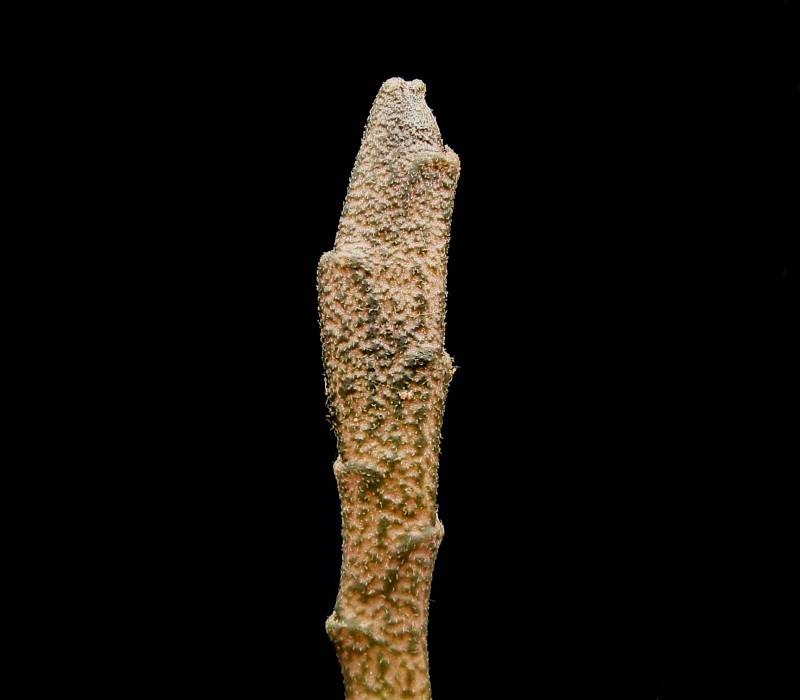